# Ушаков, Виктор Алексеевич
Виктор Алексеевич Ушаков — советский хозяйственный и государственный деятель, лауреат Государственной премии СССР за выдающиеся достижения в труде.

## Биография
Родился в 1931 году в селе Старая Кутля. Член КПСС.
В 1950—1955 — военнослужащий Советской Армии
В 1955—1958 — каменщик Пензенского городского треста «Жилстрой».
В 1958—1991 — бригадир каменщиков Пензенского городского треста «Жилстрой».
Заслуженный строитель РСФСР (1969).
За достижение высокой производительности труда на основе выполнения объёмов строительства с меньшей численностью рабочих был в составе коллектива удостоен Государственной премии СССР за выдающиеся достижения в труде 1979 года.
Делегат XVII съезда профсоюзов СССР.
Умер в 1991 году в Пензе.

## Награды
- Орден Ленина (1971, 1973)